# Gozzolina
Gozzolina è la più estesa e popolosa frazione del comune di Castiglione delle Stiviere, posta a sud del capoluogo. Prende il nome dalla Seriola Gozzolina che nasce nel suo territorio.

## Geografia fisica
Ricca di risorse idriche e attraversata dalla Seriola Marchionale, un tempo aveva numerosi mulini ad acqua, oltre a essere la frazione più grande, più popolosa e anche la più ricca per la fertilità del suolo.

## Origini del nome
Del suo nome si danno tre versioni: 
- la terra così chiamata da un'antica famiglia di mugnai, detta Gozzo, che si presume sia stata la capostipite delle famiglie gozzolinesi;
- la terra del gaudio;
- la terra su cui scolano le acque dei terreni soprastanti. Gocciolina. Vale la pena di parlare di ognuna di esse. Per verità, ad avvalorare la prima versione, non concorrono dati positivi.

La terra, in genere, della frazione Gozzolina, in confronto di quella delle altre frazioni, è più fresca, più grassa, più ricca di humus, quindi più feconda di messi, irrigata da non pochi corsi d'acqua, che ne garantiscono i raccolti anche nei casi della più ostinata siccità. In queste favorevoli condizioni la plaga offre indubbiamente ai coloni maggior copia di mezzi e di risorse per trascorrere una vita più agiata e più serena. Solitamente le sagre ricorrono una sola volta all'anno, alla Gozzolina, invece, di fiere se ne hanno due: l'una in primavera (la Fera di bòs) e l'altra in autunno (la Fera del nedròt), le quali, dopo le Sacre Funzioni, finiscono in gaudiosi convivi e danze rusticane. Così stando le cose, non a torto questa contrada può definirsi, ripeto, la terra del gaudio: Gozzolina, cioè "Gaudiolina". 
Gozzolina potrebbe anche derivare dal latino gutta, che significa goccia, o, più precisamente, dal suo diminutivo "guttula", gocciola, donde "guttulina", gocciolina. Poiché, per dare un esempio, goccio d'acqua, in dialetto ,si dice gos d'acqua, il popolo da gocciolino ha ricavato il termine dialettale Goslina, diventato poi, com'è tuttora, "Guslina".

## Monumenti e luoghi di interesse

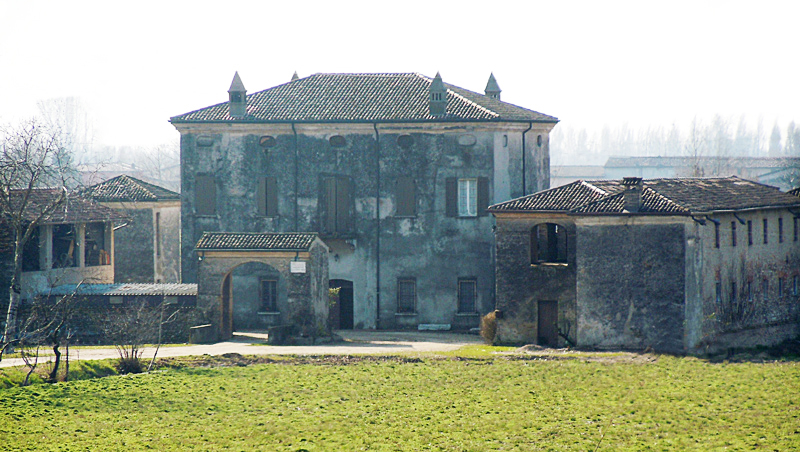
Casino Pernestano

Appena fuori dal centro abitato si incontra il Casino Pernestano. Dimora di villeggiatura dei Gonzaga di Castiglione, fu fatto costruire intorno al 1610 da Francesco I Gonzaga, marchese di Castiglione delle Stiviere, per la moglie Bibiana von Pernstein, dalla quale prese il nome. L'edificio, che si sviluppa su due piani, sorge all'interno di un cortile circondato da un muro di cinta quadrato con torrette difensive agli angoli.